# Qui se souvient des Hommes...
Qui se souvient des Hommes... est un roman de Jean Raspail publié le 1er septembre 1986 aux éditions Robert Laffont et ayant obtenu le prix Chateaubriand la même année ainsi que le prix du Livre Inter l'année suivante.

## Résumé
Jean Raspail retrace l'épopée des Alakaluf ou Kawésqars, depuis leur arrivée en Terre de Feu il y a 10 000 ans, et des navigateurs, Fernand de Magellan, Francis Drake, John Byron, Robert FitzRoy accompagné par Charles Darwin. L'incompréhension est totale entre ces clans et les explorateurs chrétiens. Le livre n'est pas un ouvrage historique, notamment concernant Charles Darwin et José Emperaire. Marqué par la vision d'un canot kawésqar en 1951 lors de son exploration de l'extrême-sud du Chili et de l'Argentine, l'auteur s'est autoproclamé consul général de Patagonie en 1981. Darwin est présenté dépourvu de sentiments humains, citant son journal inventé, décrivant l'aspect sexuel des relations d'un pasteur anglican fictif avec la femme Kawésqar qu'il épouse en Angleterre. La jeune indigène ramenée par FitzRoy était en réalité une fillette de dix ans, issue du peuple Yagan et non Kawésqar. La description monstrueuse des Kawésqars est contredite par l'iconographie et les photographies du XXe siècle. Raspail expose un point de vue darwinien, catholique et rousseauiste, sur les mœurs sexuelles des « sauvages ».
L'ouvrage est dédié à l'ethnologue José Emperaire, qui voua sa vie aux Alakaluf : « [...] Les Nomades de la mer, n'a jamais réédité, même en poche. Cette absence me semble aussi désolante que le seraient celles de Soustelle, de Lévi-Strauss ou d'Alexandra David-Néel ». L'ouvrage de José Emperaire a depuis été réédité en français, mais semble être à nouveau épuisé.
Le titre de l’ouvrage est expliqué dans l’avertissement initial de l’auteur : « Les Alakalufs ont porté différents noms au cours de leur longue histoire, mais nul avant José Emperaire n’a su comment ils se désignaient eux-mêmes : Kaweskars, les Hommes. »

## Éditions
- éditions Robert Laffont, 1986  (ISBN 2-221-04559-9)
- J'ai lu, 1998  (ISBN 2-290-02344-2)